# Fernán Caballero (scrittrice)

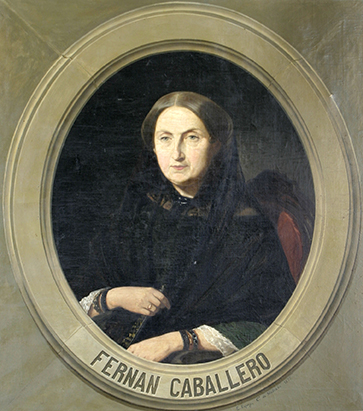
Fernán Caballero

Fernán Caballero (Elena) pseudonimo di Cecilia Böhl de Faber y Larrea (Morges, 24 dicembre 1796 – Siviglia, 7 aprile 1877) è stata una scrittrice spagnola.

## Biografia
Nacque a Berna da padre tedesco e madre andalusa, scelse come pseudonimo il nome di un paesino della Mancia.
Fu una scrittrice precoce, spinta a questa attività anche da delusioni ed amarezze collezionate nell'ambito familiare. Nonostante questo, per veder pubblicata la sua opera i lettori dovettero attendere il 1831 per le novelle ed il 1848 per i romanzi.
Il suo primo romanzo, intitolato La Gaviota (edito in italiano con il titolo La gabbiana), suscitò un certo scalpore per la sua aderenza con il realismo, risultando in anticipo quindi con le tendenze romantiche del suo tempo.
I caratteri fondamentali delle opere dell'autrice furono un infantilismo psicologico, la dicotomia sociale catalogante i buoni e i cattivi, la tendenza moralistica e la rappresentazione di ambienti e scenari particolari. Rappresentando un modello morale e narrativo per il romanzo popolare, durante l'Ottocento la scrittrice fu molto apprezzata dai cattolici italiani. 
Nel suo diario di viaggio Spagna (1872), Edmondo De Amicis parla diffusamente della Bohl, all'epoca ancora vivente, ma attribuendole erroneamente il nome di Caterina.

## Opere
- La hija del Sol (1851)
- La flor de las ruinas
- Callar en vida y perdonar en muerte
- Cuadros de costumbres populares andaluzas. Sevilla: Española y Extranjera de José Mª Geofrin (1852)
- Lucas García (1852)
- Clemencia. Madrid: Mellado (1852)
- Lágrimas. Sevilla: Española y Extranjera de José Mª Geofrin (1853)
- La estrella de Vandalia. Madrid: A. Andrés Babi (1855) Novela autobiográfica.
- La Gaviota. Madrid: Mellado (1856) Novela realista, en donde introdujo el costumbrismo.
- Cuentos y poesías populares andaluzas. Sevilla: La Revista Mercantil (1859)
- Cuentos, oraciones, adivinanzas y refranes popular. Madrid: T. Fortanet (1877)
- Pobres y ricos (1890)
- Obras completas. Madrid: Avrial (1907)
- Cuentos de encantamiento infantiles. Cuentos infan. Madrid: Revista de Archivos (1911)
- El refranero del campo y poesías populares. Madrid: Revista de Archivos (1914)
- Cuentos, adivinanzas y refranes populares, recopilación (1921)